# Otiothops loris
Espèce
Otiothops loris est une espèce d'araignées aranéomorphes de la famille des Palpimanidae.

## Distribution
Cette espèce est endémique de la région de Loreto au Pérou,.

## Description
Le mâle holotype mesure 3,74 mm et la femelle paratype 5,58 mm.

## Publication originale
- Platnick, 1975 : A revision of the palpimanid spiders of the new subfamily Otiothopinae (Araneae, Palpimanidae). American Museum Novitates, no 2562, p. 1-32 (texte intégral).